# Festival del Fang de Boryeong
El Festival del Fang de Boryeong és un festival anual celebrat cada estiu (del 19 al 28 de juliol) a la ciutat de Boryeong, un poble que està a 200 km cap al sud de Seül, Corea del Sud. La primera edició va ser celebrada el 1998 i, pel 2007, el festival va atraure 2,2 milions de visitants al poble. Entre el fang utilitzat hi ha fangs de distints colors.
El fang és extret de les planes fangoses de Boryeong i és portat en camió a l'àrea de platja de Daecheon, on és utilitzat com a la peça central de la "Terra de l'Experiència del Fang". El fang és considerat ric en minerals i és usat per manifacturar productes de cosmètica. Originalment, el festival va ser pensat per a publicitar els cosmètics fabricats a la ciutat amb fang.